# Melanie Herrmann
Melanie Herrmann (* 3. August 1989 in Ansbach) ist eine deutsch-österreichische ehemalige Handballspielerin, die zuletzt beim Bundesligisten Neckarsulmer Sport-Union unter Vertrag stand.

## Karriere
Hermann begann im Jahr 1995 das Handballspielen bei der HG Ansbach. Die 1,80 m große, als Handballtorhüterin spielende Herrmann wechselte im Jahr 2005 zur HSG Blomberg-Lippe. In den kommenden drei Spielzeiten stand sie im Kader der A-Jugend sowie der Damenmannschaft. Mit der Damenmannschaft stieg Herrmann 2006 in die Bundesliga auf und gewann 2008 mit der A-Jugend die Deutsche Meisterschaft. Ab dem Sommer 2008 stand sie beim Frankfurter HC bis zu dessen Insolvenz unter Vertrag. Für die Saison 2013/14 wechselte Melanie Herrmann ablösefrei zum HC Leipzig. In der Saison 2014/15 lief sie für Frisch Auf Göppingen auf. Im Sommer 2015 schloss sie sich dem Zweitligisten Neckarsulmer Sport-Union an. Mit Neckarsulm stieg sie 2016 in die Bundesliga auf. In der Saison 2017/18 zog Herrmann sich eine schwere Gehirnerschütterung zu.
Herrmann besitzt seit 2012 die Staatsbürgerschaft von Österreich, aufgrund ihrer österreichischen Mutter, und trat für dessen Nationalmannschaft an.

## Erfolge
- 2008: U20-Weltmeisterin (für Deutschland)
- 2008: Deutscher Meister (A-Jugend)
- 2014: DHB-Pokalsiegerin